# Ferdinand Dinstl (Politiker, 1788)
Ferdinand Dinstl (* 8. Februar 1788 in Feuersbrunn; † 18. Juli 1873 in Krems an der Donau) war ein österreichischer Jurist, Bürgermeister von Krems und Mitglied der Frankfurter Nationalversammlung.

## Leben
Ferdinand Dinstl studierte von 1805 bis 1810 die Rechtswissenschaften in Wien, wo er 1810 promoviert wurde. Anschließend war er bis 1816 als Auskultant am Magistrat in Wien angestellt. Danach war er bis 1850 als Advokat und dann bis zu seinem Tod als Notar tätig.
Vom 9. Februar bis zum 30. April 1849 war Dinstl Abgeordneter für den Wahlkreis Österreich ob der Enns und Salzburg (Krems) im Frankfurter Paulskirchenparlament. Er blieb fraktionslos, stimmte aber mit der Rechten und war gegen die Wahl Friedrich Wilhelms IV. zum deutschen Kaiser. Er folgte in seinem Mandat Franz Drinkwelder.
1848 und 1849 war er Mitglied des ständischen Verordnetenkollegiums von Niederösterreich. Von 1850 bis 1861 war er Bürgermeister von Krems. 1856 gründete er dort eine Sparkasse. Von 1861 bis 1878 war er Mitglied des Gemeindeausschusses von Krems. Er gehörte weiters dem Konstitutionellen Fortschrittsverein in Krems an.
Sein Vater war der Landwirt Ferdinand Dünstl, seine Mutter Maria-Anna Luißkandlerin. Sein Sohn Ferdinand Adam Dinstl jun. folgte ihm 1861 als Bürgermeister von Krems.

## Ehrung
Nach Ferdinand Dinstl und seinem gleichnamigen Sohn wurde in Krems eine Dinstlstraße (⊙) benannt.